# Vanessa Angustia
María Vanessa Angustia Gómez (Pontevedra, 11 de agosto de 1980) es una historiadora del arte y política española de Izquierda Unida, senadora por Pontevedra entre 2016 y 2019. 

## Biografía
Nacida el 11 de agosto de 1980 en la ciudad gallega de Pontevedra, se licenció en historia del Arte con especialidad en gestión cultural y museística y técnica de dinamización turística. Historiadora del arte, alternó empleos precarios y a tiempo parcial. Militante de Esquerda Unida, se presentó como candidata de En Marea a las elecciones generales de 2015, por la provincia de Pontevedra y resultó elegida, pasando a integrarse en el grupo parlamentario del Senado «Podemos-En Comú-Compromís-En Marea». Renovó su acta de senadora por Pontevedra en las elecciones generales de 2016, convirtiéndose en la única senadora electa dentro de la candidatura de En Marea en dichos comicios; integrándose en el «Grupo Parlamentario Podemos-En Comú-En Marea».